# Pizza Patrón

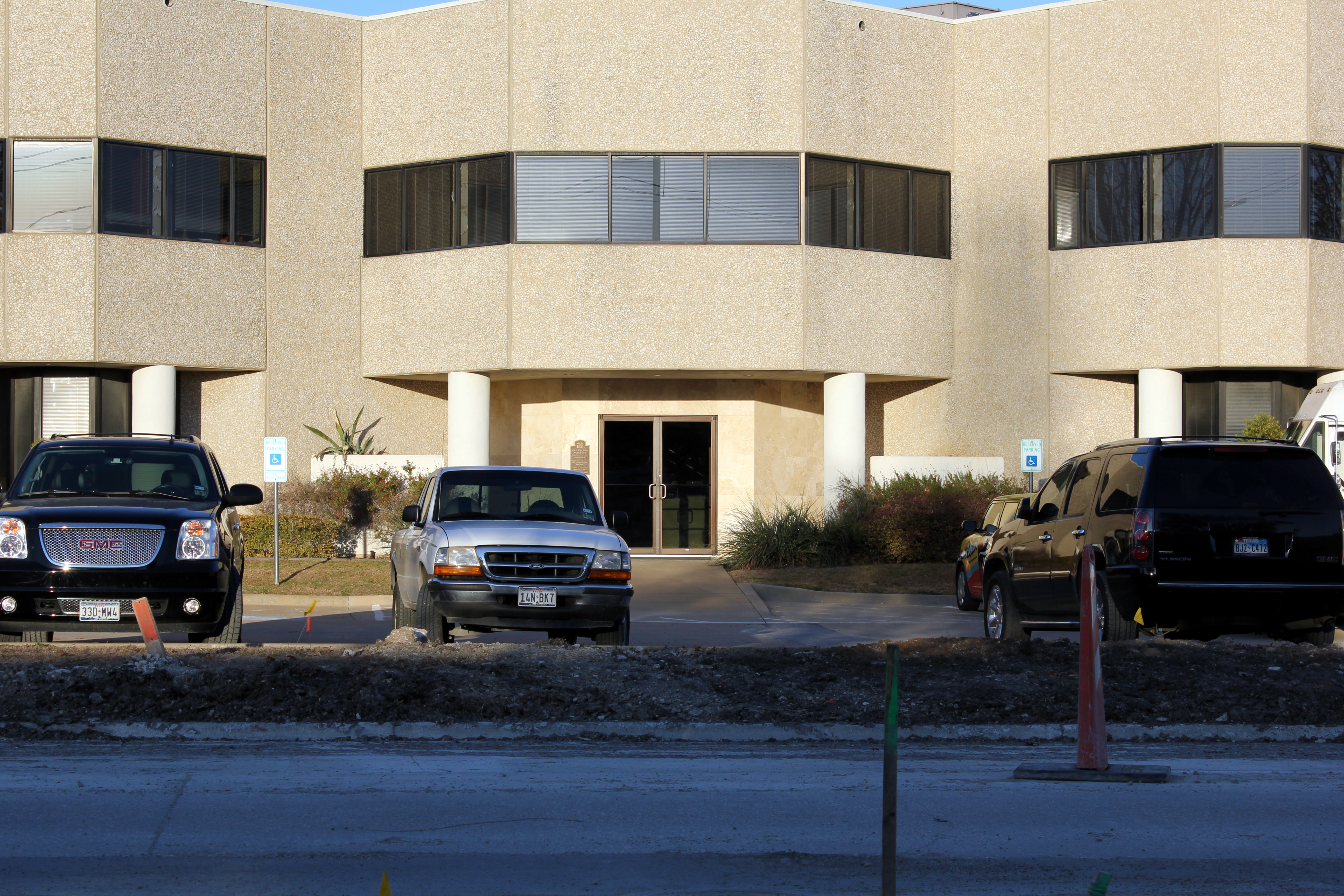
Sede social.

Pizza Patrón Inc. es una cadena estadounidense de pizza con sede en San Antonio, Texas. Tenía su sede en Dallas.
Pizza Patrón gestiona sucursales en Arizona, California, Illinois y Texas. La cadena abre restaurantes en barrios mayoritariamente hispanos, atrayendo principalmente al mercado hispano. Además de las 59 plazas esparcidas por todo el suroeste de los Estados Unidos, cuarenta más están actualmente en desarrollo. El logotipo de la compañía contiene la cara de un hombre hispano con una gorra fedora. Su eslogan es «Más pizza, menos dinero».

## Pizza porpesos
En enero de 2007, Pizza patrón anunció su nueva política "Pizza por pesos" que permitió a los clientes de la cadena pagar las pizzas con pesos mexicanos por un tiempo limitado. Aunque la compañía no fue la primera en implementar ésta política en Estados Unidos, la decisión se produjo en un momento de debate cada vez más acalorado sobre la inmigración ilegal a los Estados Unidos y causó que se recibieran múltiples quejas y hasta amenazas de muerte en la sede de Dallas. Y, desde que aceptó la divisa mexicana en 2007, ha crecido más de 100 franquicias en todo Estados Unidos. También se atrajo la atención de los medios de comunicación. Después de la primera semana de la promoción, un propietario informó que superó los MXN$ 15,000.00 (cerca de US$ 1,400.00) en sus dos sucursales del sur de California lo que representó aproximadamente el 20% de sus ganancias.
El 3 de mayo de 2007, la empresa informó que las ventas en los primeros tres meses de ese año aumentaron un 35% respecto de los primeros tres meses de 2006. La compañía atribuyó el fuerte crecimiento de las ventas a la publicidad generada sobre el eslogan de campaña de Pizzas por pesos, y dijo que su política de aceptación de pesos mexicanos, prevista inicialmente para durar hasta finales de abril, se está haciendo permanente.

## Pizza gratis si la ordenas enespañol
Como consecuencia de la aceptación de la moneda mexicana en estos restaurantes estadounidenses, surgió la campaña Free pizza if ordered in Spanish, en junio de 2007.

## Galería

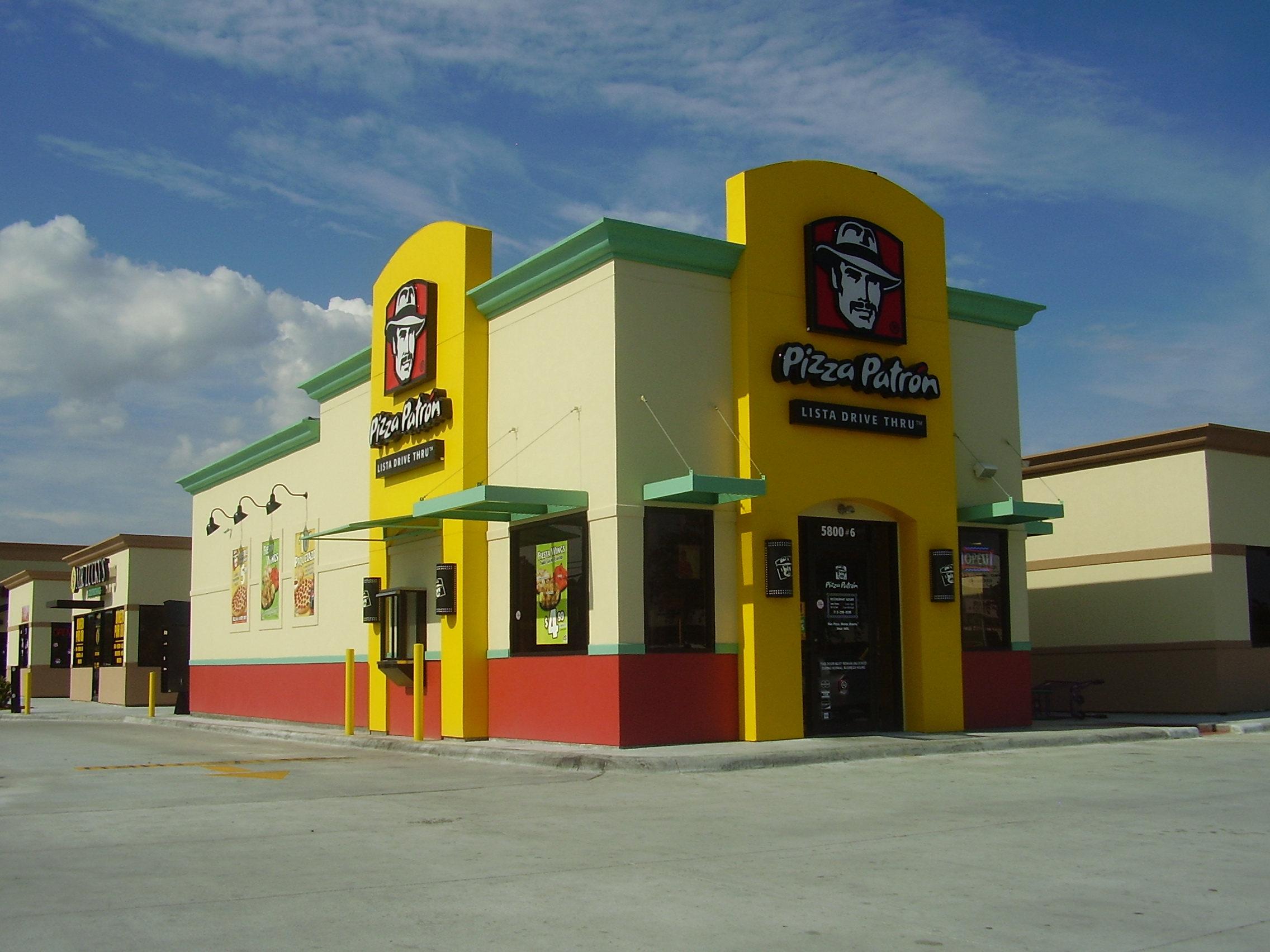
Tienda de Pizza Patrón - Gulfton, Houston, Texas
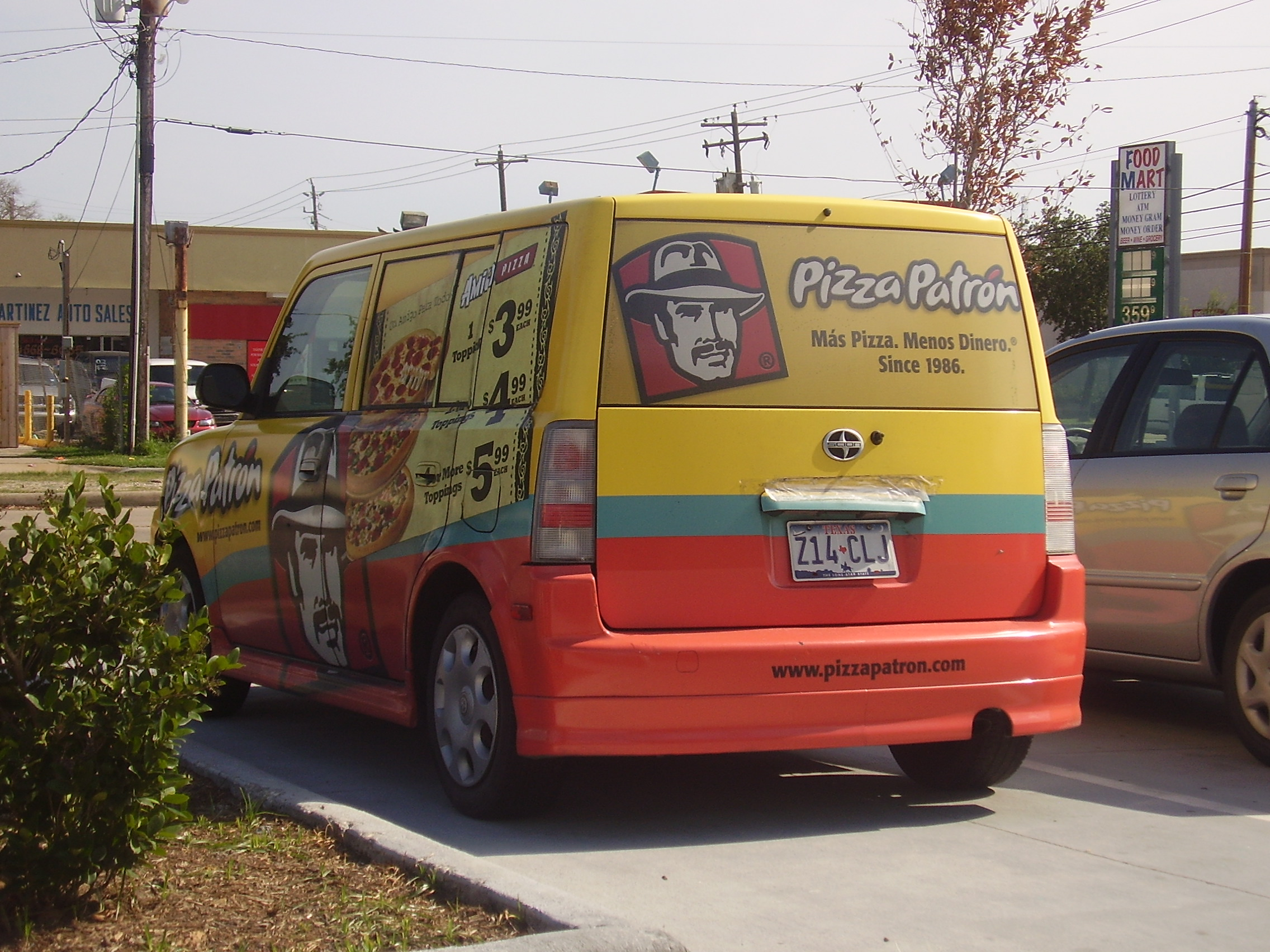
Carro de entrega